# نور يديسا (آراغاتسوتن)
مدينة نور يديسا (بالإنجليزية: Nor Yedesia)‏ هي إحدى المدن التابعة لمقاطعة آراغاتسوتن في أرمينيا. يقدر عدد سكانها بـ 1240 نسمة حسب الإحصاء الذي جرى عام 2011.